# Lophogaster inermis
Lophogaster inermis is een kreeftachtigensoort uit de familie van de Lophogastridae. De wetenschappelijke naam van de soort is voor het eerst geldig gepubliceerd in 1996 door Casanova.